# Eudicella ducalis
Eudicella ducalis är en skalbaggsart som beskrevs av Hermann Julius Kolbe 1914. Eudicella ducalis ingår i släktet Eudicella och familjen Cetoniidae. Inga underarter finns listade i Catalogue of Life.